# Sète
Sète là một xã trong vùng Occitanie, thuộc tỉnh Hérault, quận Montpellier. Tọa độ địa lý của xã là 43° 24' vĩ độ bắc, 03° 41' kinh độ đông. Sète nằm trên độ cao trung bình là 4 mét trên mực nước biển, có điểm thấp nhất là 0 mét và điểm cao nhất là 176 mét. Xã có diện tích 24,21 km², dân số vào thời điểm 2006 là 39.542 người; mật độ dân số là 1633 người/km².

## Thông tin nhân khẩu

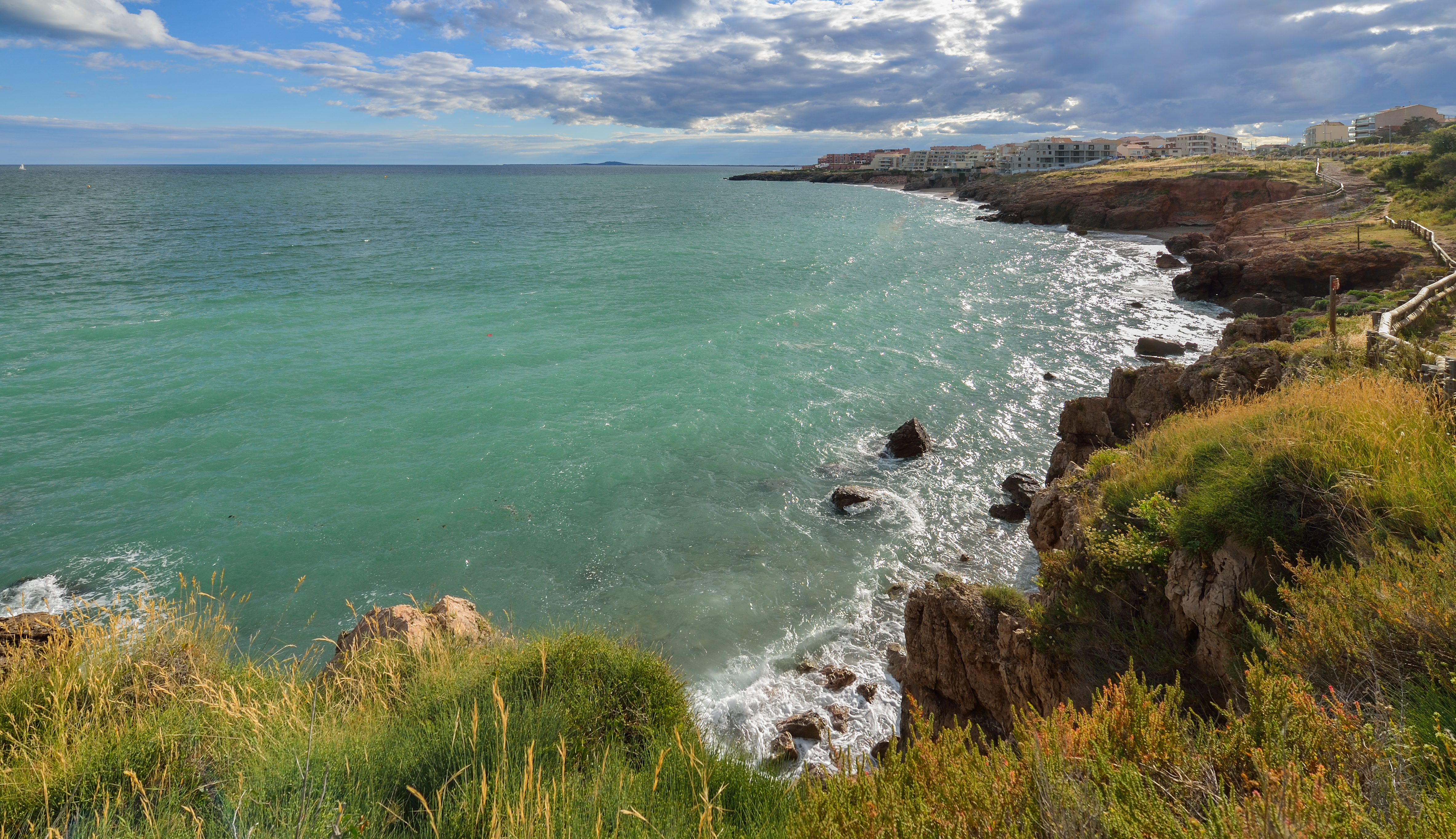
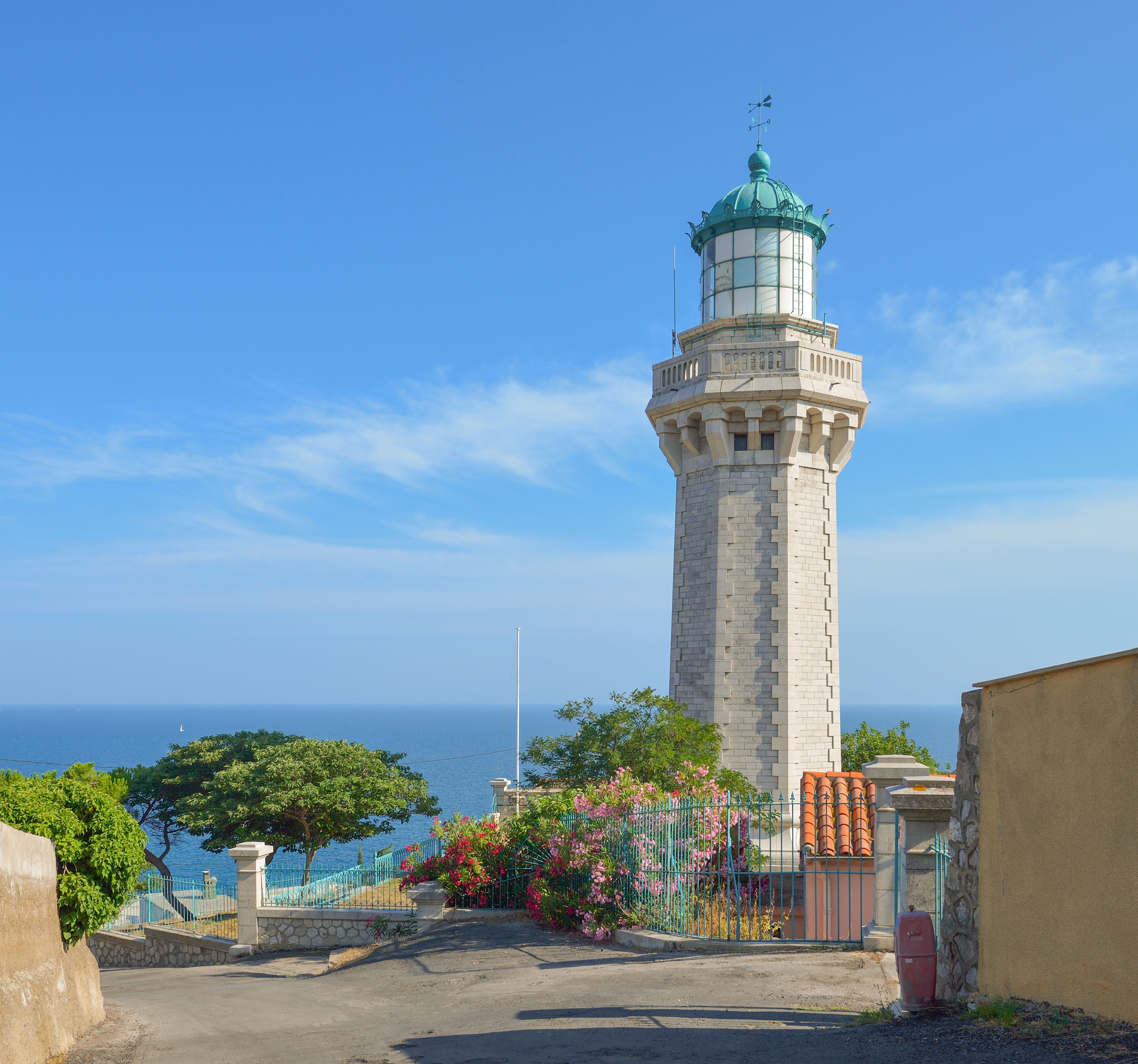
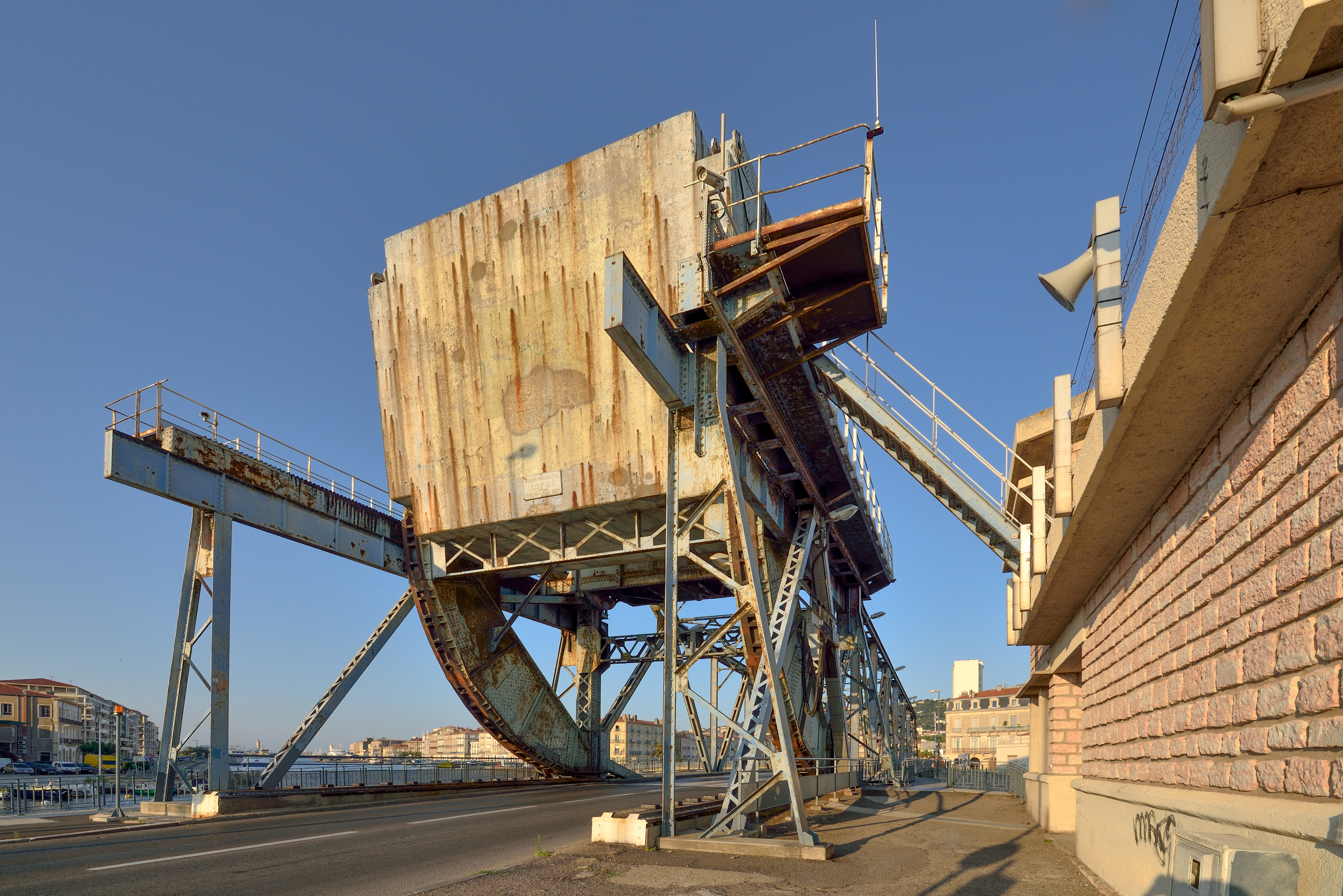
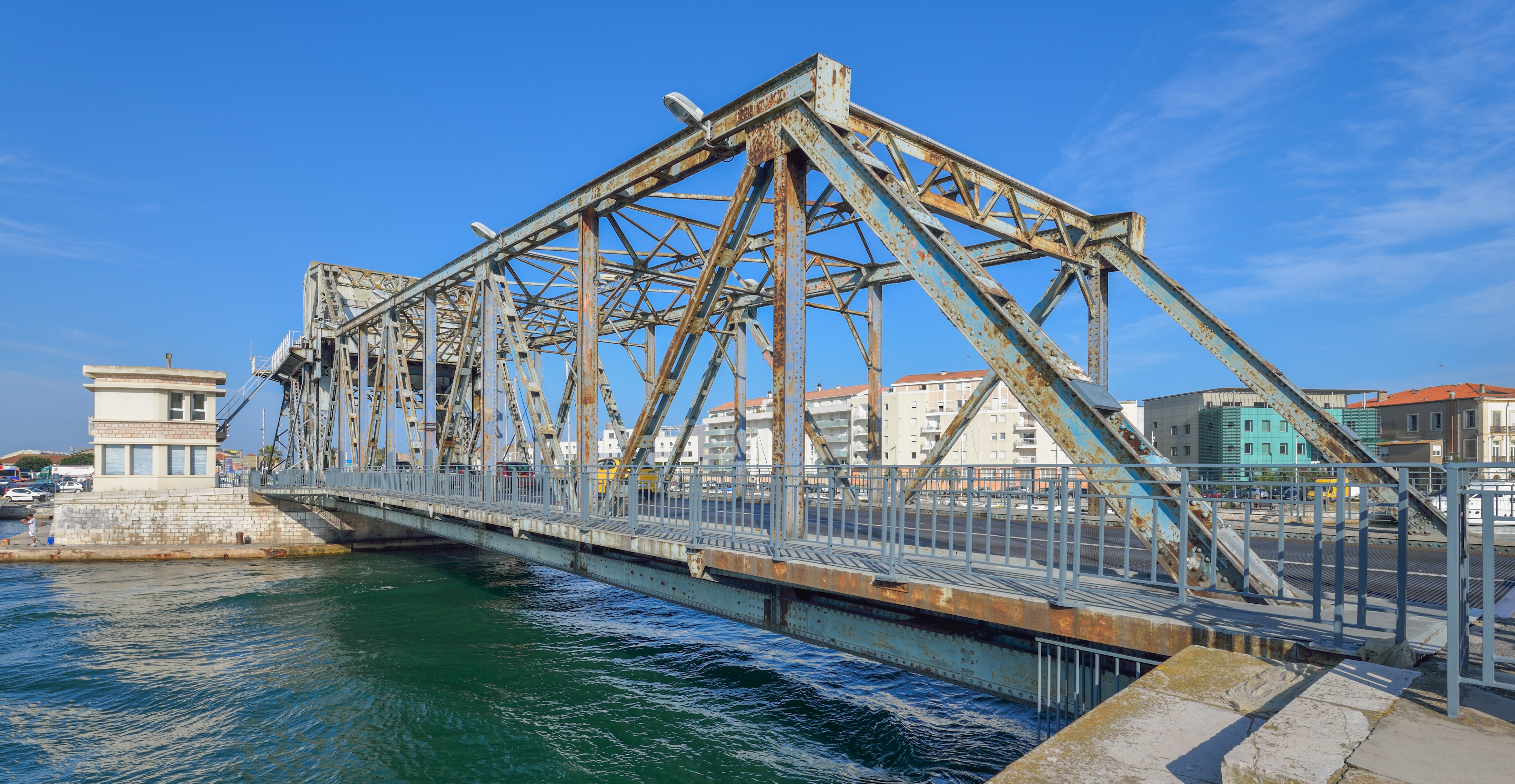
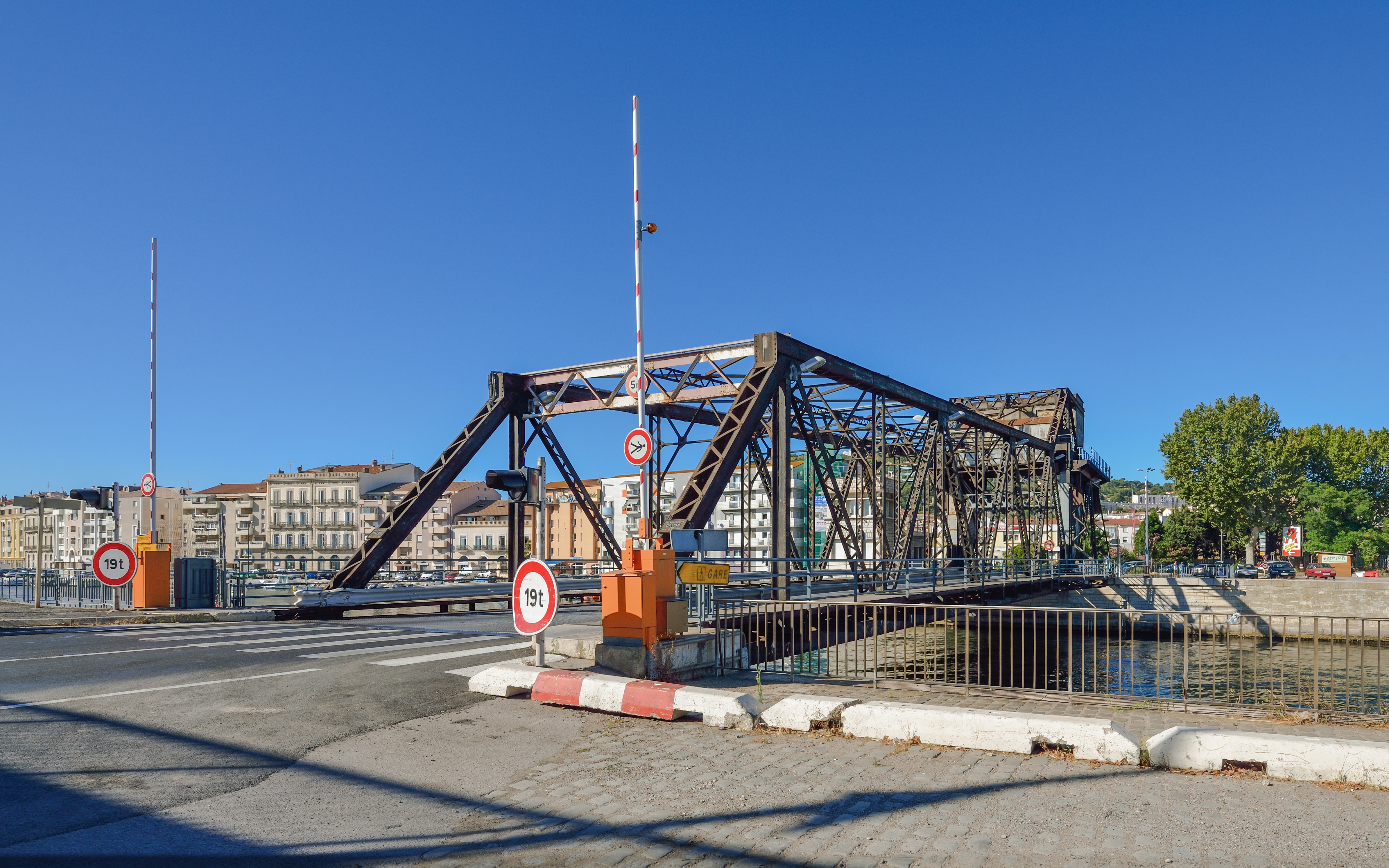
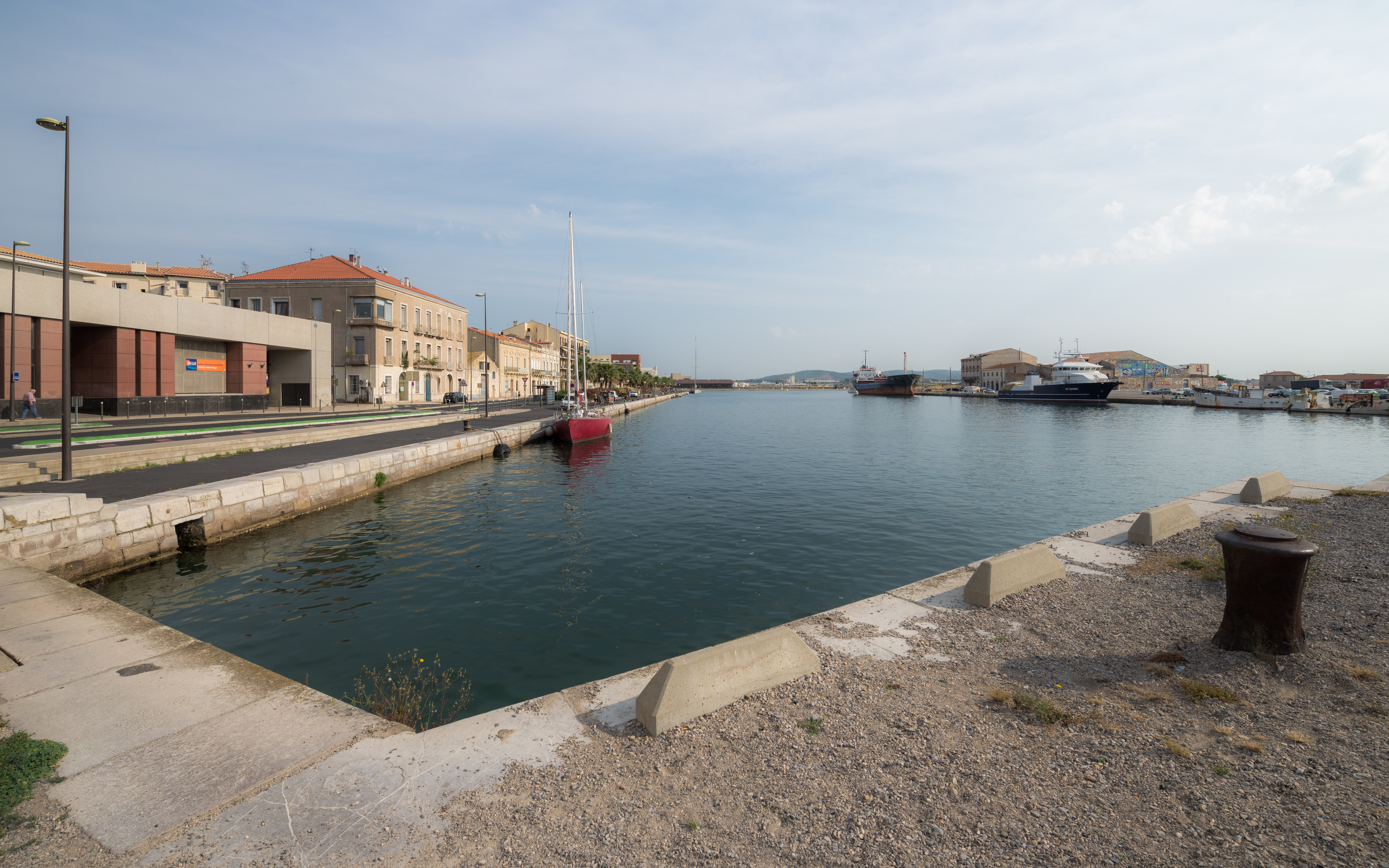
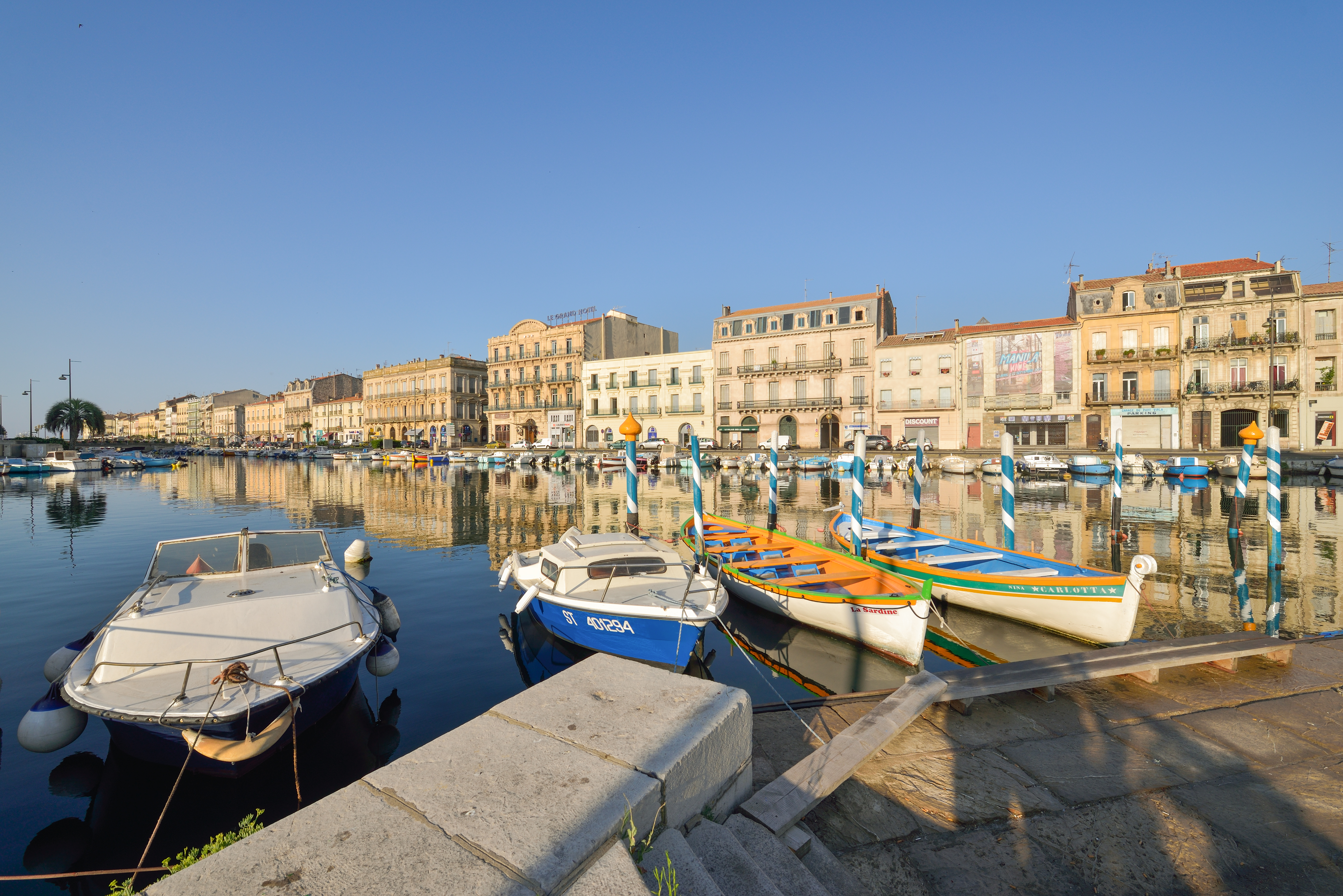
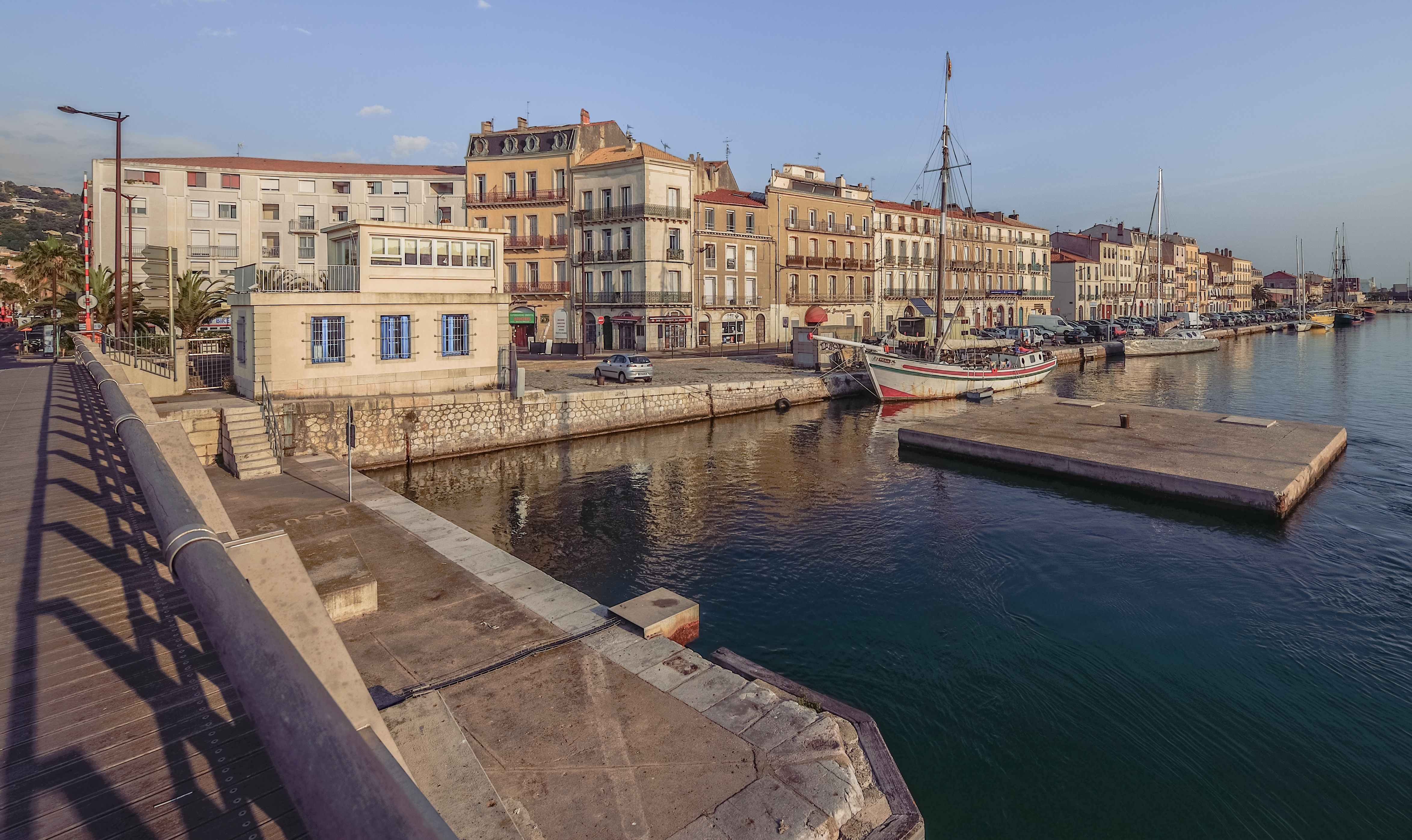
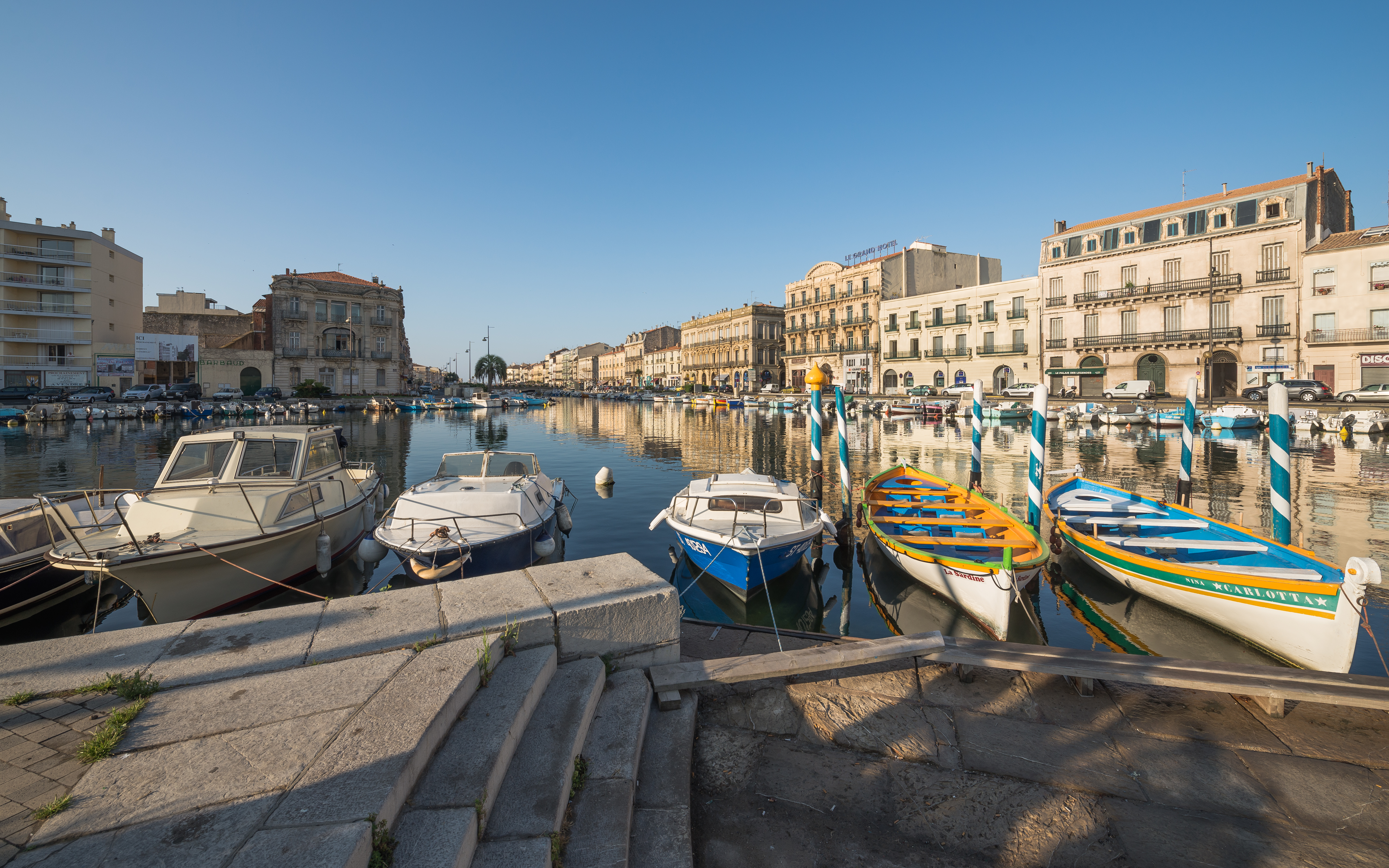
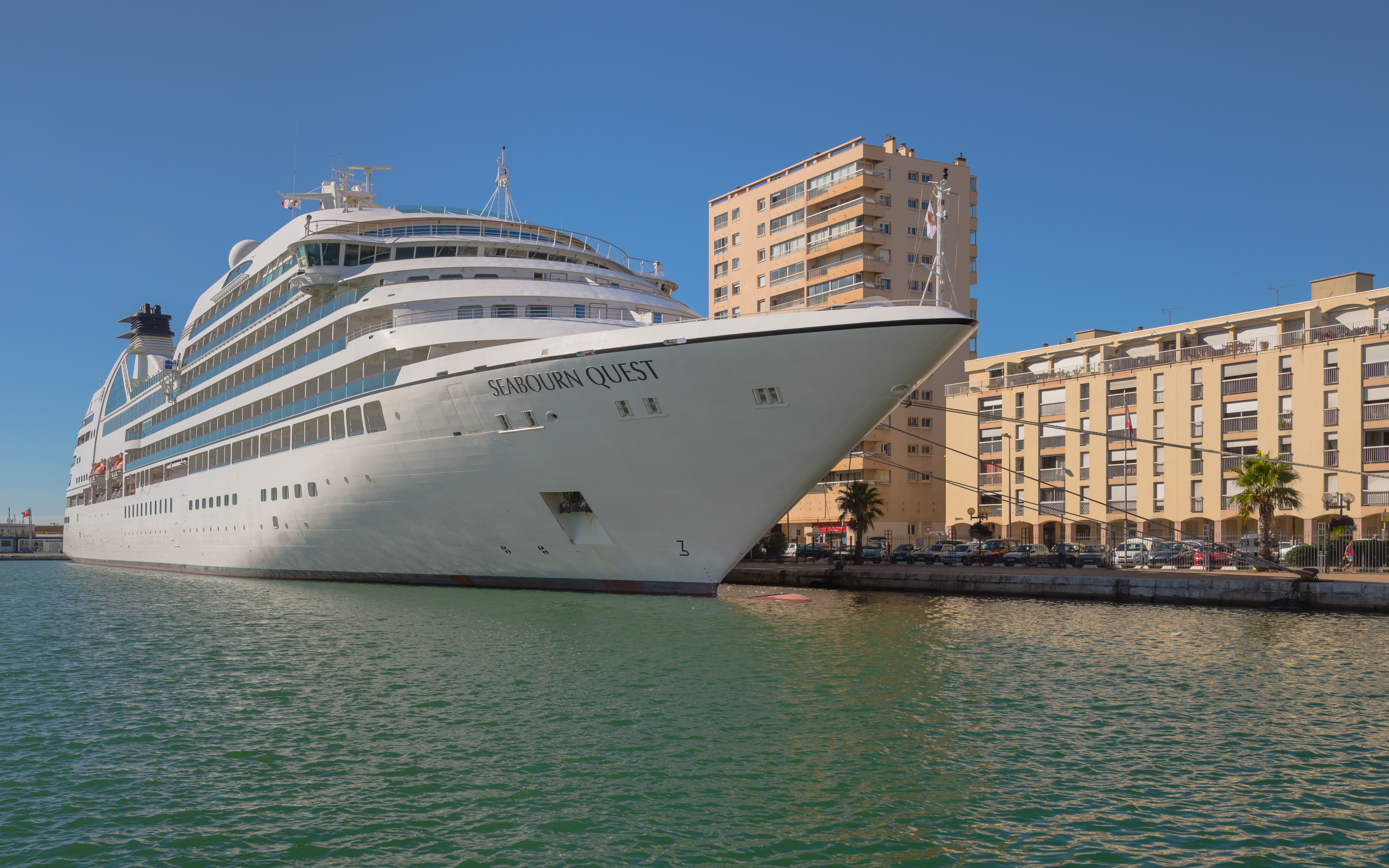
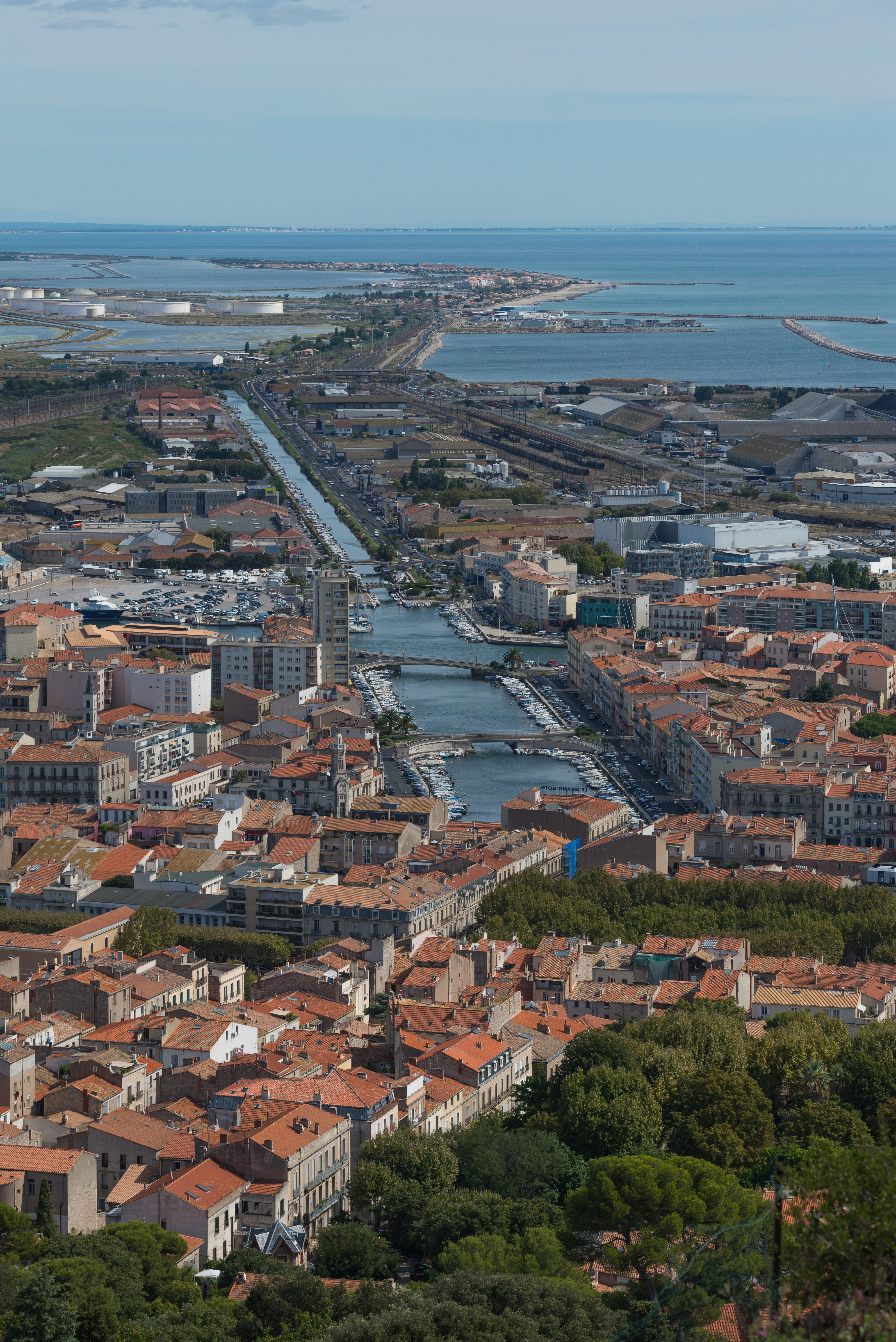
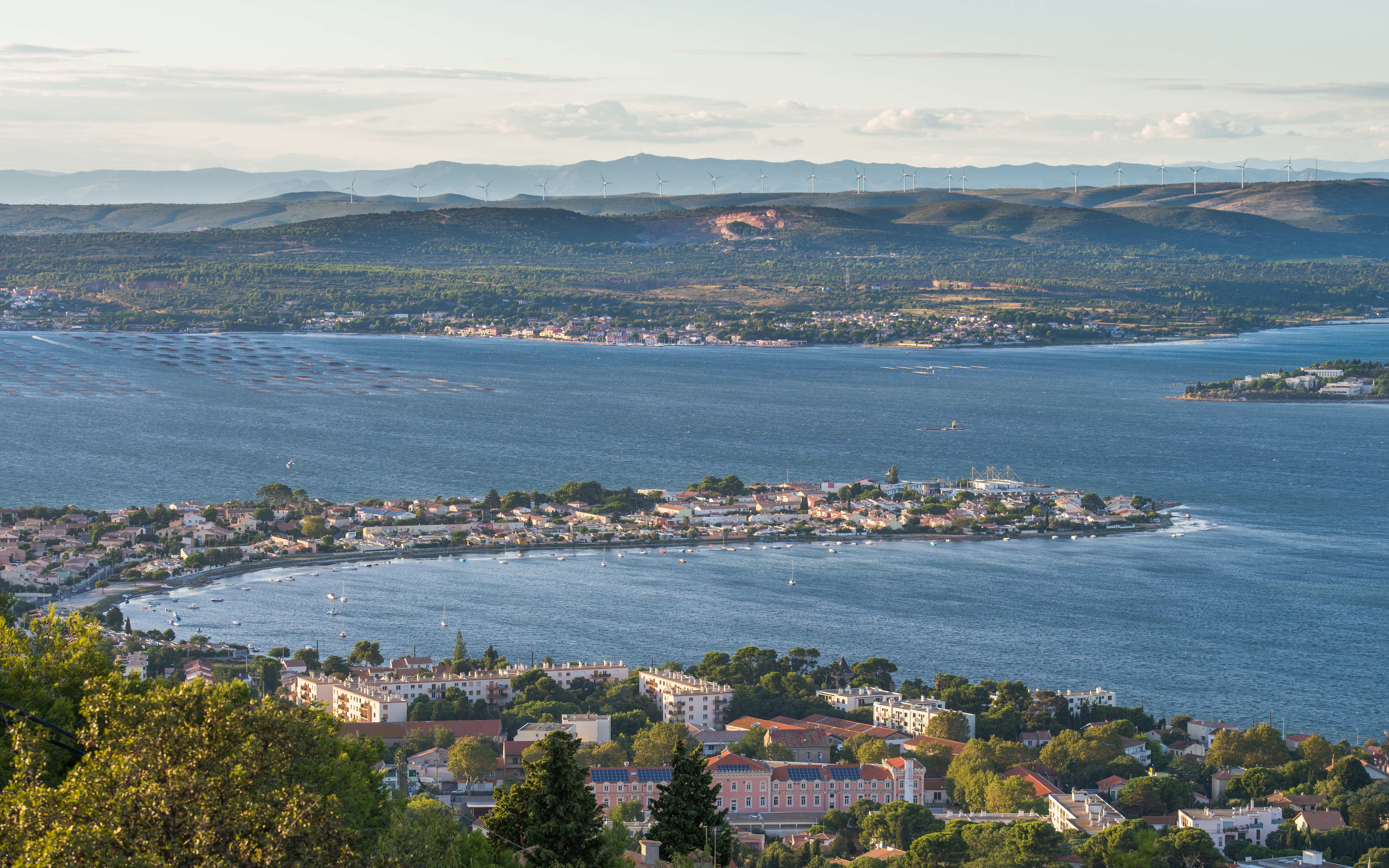

| 1962   | 1968   | 1975   | 1982   | 1990   | 1999   | 2006   |
| ------ | ------ | ------ | ------ | ------ | ------ | ------ |
| 36 301 | 40 476 | 39 258 | 39 545 | 41 510 | 39 542 | 43 400 |

## Các thành phố kết nghĩa
- Neuburg an der Donau, Đức
- El Jadida, Maroc
- Cetara, Ý